# Rupirana cardosoi
Rupirana cardosoi är en groddjursart som beskrevs av Heyer 1999. Rupirana cardosoi ingår i släktet Rupirana och familjen Cycloramphidae. IUCN kategoriserar arten globalt som nära hotad. Inga underarter finns listade i Catalogue of Life.